# Rue Sainte-Beuve
Pour les articles homonymes, voir Sainte-Beuve (homonymie).
La rue Sainte-Beuve est une voie du 6e arrondissement de Paris, en France.

## Situation et accès

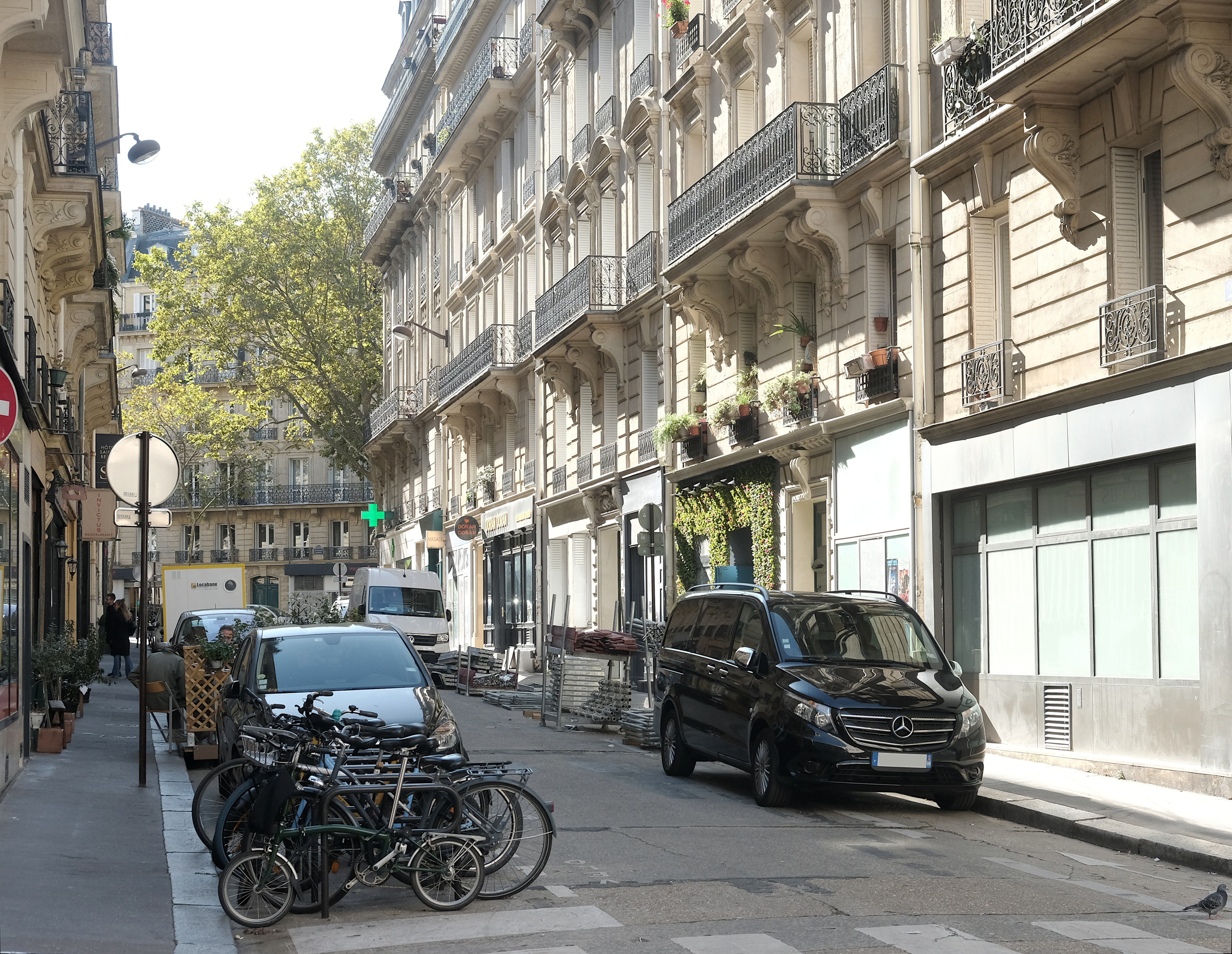
Rue Sainte-Beuve en 2023 (la rue est vue en direction du boulevard Raspail).

La rue Sainte-Beuve est une voie publique située dans le 6e arrondissement de Paris. Elle débute au 44, rue Notre-Dame-des-Champs et se termine au 131, boulevard Raspail.
Le quartier est desservi par la ligne 12 à la station Notre-Dame-des-Champs.

## Origine du nom

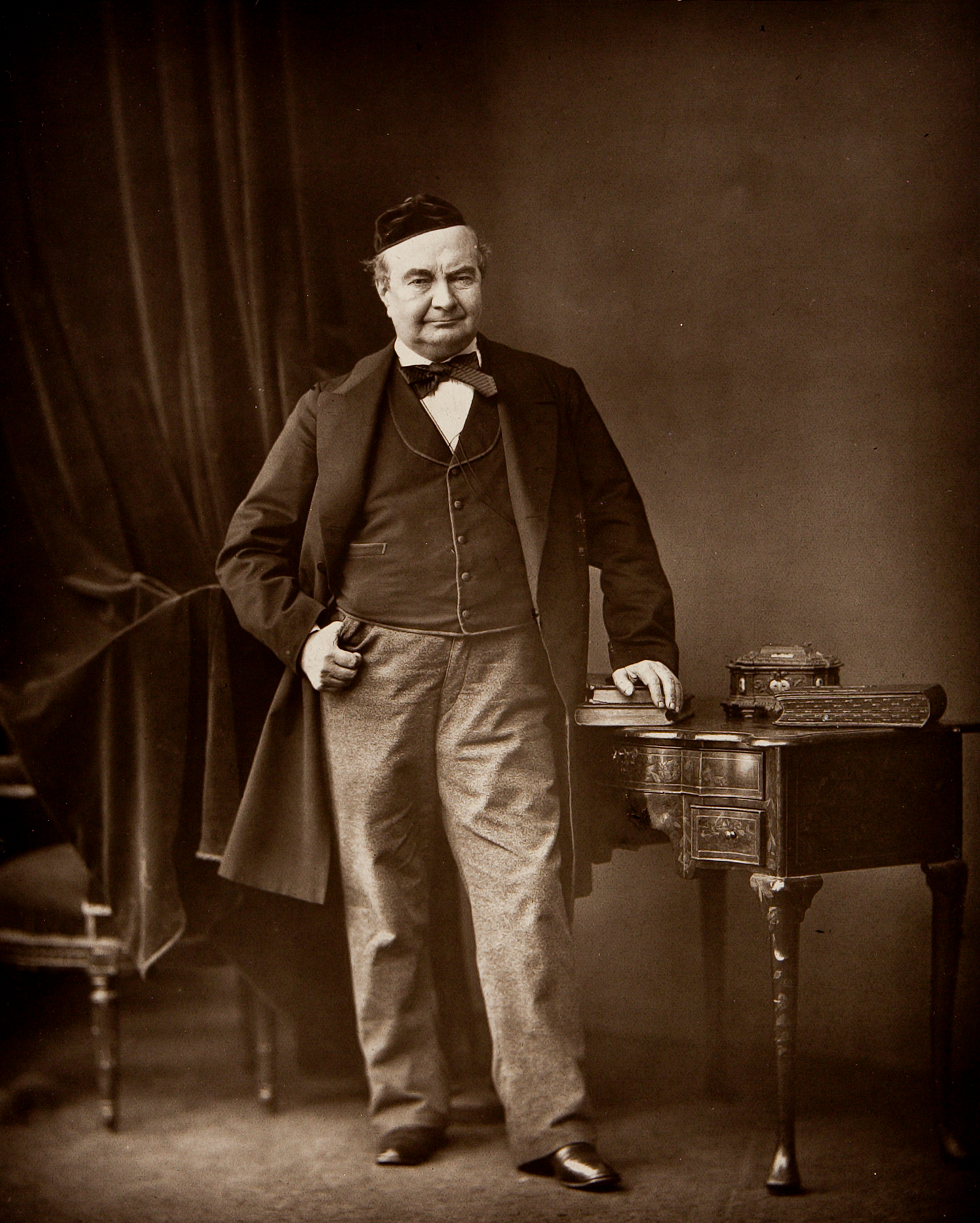
Sainte-Beuve.

Elle porte le nom du poète et critique français, Charles Augustin Sainte-Beuve (1804-1869).

## Historique
Cette voie ouverte en 1881 prend sa dénomination par un arrêté du 30 août 1884.

## Dans la littérature
Le personnage François Sturel, dans le roman de Maurice Barrès Les Déracinés, prend un logement dans cette rue à son arrivée à Paris.